# Romeo și Julieta (film-balet din 1954)
Romeo și Julieta (titlul original: în rusă Ромео и Джульетта, transliterat: Romeo i Djulietta) este un film-balet, realizat în 1954 de regizorul Leo Arnștam, după piesa omonimă a scriitorului William Shakespeare, pe muzica lui Serghei Prokofiev, protagoniști fiind actorii Galina Ulanova, Iuri Jdanov, Iraida Olenina și Aleksandr Radunski. 

## Distribuție
- Galina Ulanova – Julieta
- Iuri Jdanov – Romeo
- Iraida Olenina – dădaca Juliettei
- Aleksandr Radunski – Lord Capulet
- Elena Iliușenko – Lady Capulet
- Aleksei Ermolaev – Tybalt
- Serghei Koren – Mercuțio
- V. Kudriașov – Benvolio
- L. Loșilip – Lorențo
- Aleksandr Lapauri – Paris
- S. Uvarov – Montague
- Vladimir Levașiov – prietenul lui Tybald
- V. Cijov – prietenul lui Tybald
- A. Kramarevski – prietenul lui Tybald
- Mihail Lavrovski – pajul
- L. Pospehin – servitorul Capuleților
- E. Mecenko – servitorul Capuleților
- I. Peregudov – servitorul Capuleților
- E. Națki – servitorul lui Montague
- A. Șvacikin – servitorul lui Montague

## Lansare
A fost lansat în anul 1955 și a avut parte de succes comercial, fiind vizionat de 9,5 milioane de spectatori în cinematografele din Uniunea Sovietică.

## Premii
- 1955: Festivalul de Film de la Cannes: Prix du film lyrique[2]

## Curiozități
- În poster numele Julietei este greșit trecut, după titlul original din limba rusă, „Julietta”.